# Elkmont
Elkmont es un pueblo ubicado en el condado de Limestone en el estado estadounidense de Alabama. En el censo de 2000, su población era de 470. 

## Demografía
En el 2000 la renta per cápita promedia del hogar era de $ 31.771$ , y el ingreso promedio para una familia era de 35.000$. El ingreso per cápita para la localidad era de 17.654$. Los hombres tenían un ingreso per cápita de 33.750$ contra 21.250$ para las mujeres.

## Geografía
Elkmont está situado en 34°55′49″N 86°58′38″O / 34.93028, -86.97722 (34.930155, -86.977086).
Según la Oficina del Censo de los EE. UU., la ciudad tiene un área total de 1.60 millas cuadradas (4.16 km ²).